# 北見恂吉
北見 恂吉（きたみ じゅんきち、1902年 - 1990年）は、日本の神官、歌人。

## 人物・来歴
本名・鈴木重道。北海道出身。余市の神社の息子に生まれる。小樽中学校で二年後輩の伊藤整に、通学列車の中で島崎藤村詩集を教え、影響を与えた。伊藤の自伝的小説『若い詩人の肖像』に、本名が実名で登場する。
伊勢の神宮皇學館本科を卒業して、神宮文庫に勤務。根岸短歌会系の五更会に入り、同誌の編集発行を担当、岡麓に師事して短歌も詠んだ。埼玉県立久喜高等女学校教諭を6年勤めたのち、1934年に帰郷して神官となる。1937年より朝鮮神宮主典として京城に赴任して朝鮮総督府祭務官となるが、本州勤務を希望し福島県の伊佐須美神社宮司となり、そこで敗戦を迎える。戦後は再度帰郷し、道立小樽高等学校（現小樽潮陵高校）、余市高校で教壇に立つ。余市文芸協会短歌部会に入会して作歌を再開し、1950年に歌誌「落葉松」を、1960年に「海鳴」を創刊した。1966年、宮司を務める明治神社の境内に歌碑を建立した。
中学時代からの伊藤整との親交は生涯にわたって続き、『伊藤整日記』にもたびたび登場する。1969年に塩谷に建立された伊藤整文学碑の揮毫を担当した。

## 著書
- 『曠原 歌集』(五更叢書 右文書院, 1930
- 『帰雁 歌集』(五更叢書 五更会, 1935
- 『会津と伊佐須美神社』鈴木重道 著. 会津文化協会, 1944
- 『産土の信仰』鈴木重道 著. 伊佐須美神社奉賛会, 1946
- 『山荘記』海鳴詩社, 1972.2
- 『小丘抄』海鳴詩社, 1972.6
- 『少年譜』(雪明りの叢書 北書房, 1975
- 『ゴロダの丘』(雪明りの叢書 北書房, 1975
- 『北見恂吉歌集』1-5 山雅房, 1977-88
- 『本田親徳研究』鈴木重道 著. 山雅房, 1977.7  八幡書店, 2000.10
- 『北見恂吉文集』山雅房, 1979.1
- 『山房私記』(海鳴叢書 海鳴詩社, 1981.8
- 『神徳報恩祝詞述義』鈴木重道 著. 山雅房, 1984.9
- 『続一本の道』鈴木重道 著. 山雅房, 1987.9

### 編著
- 『村上瓶三歌集』編(五更叢書 右文書院, 1931
- 『野馬 年刊歌集 昭和7年輯』編(五更叢書 右文書院, 1933
- 『本田親徳全集』鈴木重道編. 山雅房, 1976
- 『百瀬恭子遺歌集』編(海鳴双書 海鳴詩社, 1980.2
- 『明治神社祭神記』鈴木重道編. 明治神社崇敬会, 1982.2
- 『口語神判記実 増補4版』山口起業 原撰, 鴨居正桓, 鈴木重道口訳. 山雅房, 1984.8
- 『白石昭子遺歌集』編(海鳴叢書 海鳴詩社, 1984.9
- 『石坂とき子遺歌集』編 (海鳴叢書 海鳴詩社, 1988.12
- 『天野艶二遺歌集』編 (海鳴叢書 海鳴詩社, 1988.4
- 『野鳥の歌 天野艶二遺歌集より』編. 海鳴詩社, 1988.5
- 『古事記神理解略記』本田親徳原著, 鈴木重道 小註. 山雅房, 1989.4